# Quinimatín Chico
Quinimatín Chico es un grupo formado por dos islotes situados en el mar de Joló. Forma parte del Archipiélago Cuyo, un grupo de cerca de 45 islas situadas al noreste de la isla  de Paragua, al sur de Mindoro y Panay.
Quinimatín Chico depende administrativamente de Caponayán,  uno de los 17 barrios que forman el municipio de Cuyo perteneciente a la provincia de Paragua en Filipinas.
Este barrio comprende las islas de Malcatop,  de Pangatatán, de Silat y de Quinimatín.

## Geografía
Los islotes  se encuentra situados 1,5 km al oeste de la isla de Quinamatín; 20 km al sudoeste de Bisucay; y 10 km al oeste de la isla de Caponayán.
La zona horaria  es UTC/GMT+8.

## Demografía
El barrio  de Caponayán contaba  en mayo de 2010 con una población de 1.248  habitantes.